# Nathan East
Nathan Harrell East, né le 8 décembre 1955 à Philadelphie en Pennsylvanie, est un bassiste américain œuvrant autant dans le jazz que dans le Rhythm and blues et le rock. 
Avec plus de 2 000 collaborations, il est considéré comme l'un des bassistes les plus occupés de l'histoire de la musique,. Diplômé ès arts en musique de l'Université de Californie à San Diego en 1978, Il est membre fondateur du quatuor de jazz contemporain Fourplay et a enregistré, interprété et co-écrit des chansons avec de très nombreux artistes, tels que Bobby Womack, Eric Clapton, Babyface, Joe Satriani, Peter Gabriel, Phil Collins, Philip Bailey, George Harrison, Ringo Starr, Stevie Wonder, Toto, Kenny Loggins, Daft Punk, Chick Corea et Herbie Hancock.

## Biographie
Enfant, Nathan étudie le violoncelle. À quatorze ans, il s'intéresse à la basse, jouant dans des groupes de musique gospel et des rencontres de prières dominicales avec ses frères à San Diego.  Il revendique l'influence de Ron Carter, Ray Brown, Paul McCartney, James Jamerson et Chuck Rainey.
Nathan a enregistré, écrit et joué avec Anita Baker, Phil Collins, Eric Clapton, Elton John, Michael Jackson, Whitney Houston, Joe Satriani, Sting, Quincy Jones, Al Jarreau, Stevie Wonder et Herbie Hancock. Il a écrit Easy Lover avec Phil Collins et Philip Bailey sur l'album solo de ce dernier, Chinese Wall en 1984. Il a aussi accompagné Eric Clapton sur disques et en tournée, de 1985 sur l'album Behind The Sun à 2015 pour Slowhand At 70: Live At The Royal Albert Hall.
Il est l'un des membres fondateurs du groupe jazz fusion Fourplay, avec Bob James aux claviers, Lee Ritenour à la guitare (plus tard remplacé par Larry Carlton, qui lui-même céda sa place à Chuck Loeb en 2010) et Harvey Mason à la batterie.
Considéré comme un des maîtres de la basse contemporaine, en particulier la basse 5 et 6 cordes, il a produit un DVD de formation appelé The Business of Bass.
Il rejoint le légendaire groupe californien Toto pour une tournée estivale en Europe en 2010 et participe également aux tournées estivales de 2011, 2012 et 2013. De cette tournée est tiré un live en Pologne, sorti le 28 avril 2014, 35th Anniversary (Live In Poland).
En 2013, il collabore avec Daft Punk sur plusieurs titres de l'album Random Access Memories, dont les singles Get Lucky et Lose Yourself to Dance.
Le 25 mars 2014, il sort son premier album solo chez Yamaha Entertainment Group, Nathan East, mélange de compositions jazz funk ou classiques, avec la participation de plusieurs artistes qu'il a accompagnés au cours de sa carrière : Michael McDonald, Stevie Wonder, Clapton, Bob James, Chuck Loeb, Ray Parker Jr, David Paich, etc. Puis en 2017, il publie son deuxième album solo, Reverence avec Phil Collins à la batterie, Clapton à la guitare et Philip Bailey au chant sur une pièce Serpentine Fire. On y entend aussi Chick Corea et Gerald Albright. Nathan a un fils, Noah East, qui est pianiste et il joue d'ailleurs sur les deux albums solo de son père, Nathan East et Reverence.

## Équipement
Avec Yamaha, East a développé un modèle de basse à 5 cordes personnalisé, le BBNE (modélisé d'après sa basse à 5 cordes BB5000 du début des années 1980). La deuxième basse signature, la BBNE2, est sortie en 2001. Une version en édition limitée du 30e anniversaire (la BBNE2 LTD) est sortie en 2011. Il a également utilisé des prototypes personnalisés à 6 cordes de sa basse BBNE2 entre 2003 et 2005, ainsi que sa basse noire à 5 cordes LB-1 Motion des années 1980 et une paire de modèles TRB6P à 6 cordes. Yamaha a présenté la pédale d'égalisation paramétrique NE1, également connue sous le nom de "Magic Box", au début des années 2000. Cette pédale donne essentiellement au joueur la possibilité d'utiliser la "courbe Nathan East EQ" sur n'importe quelle basse de son choix. East joue également une Yamaha SLB200 Silent Upright Bass.

## Bandes sonores
Nathan East a aussi joué sur plusieurs bandes sonores de films, incluant :
- 1984 : Footloose
- 1986 : Crossroads
- 1988 : Homeboy
- 1989 : Passion de Peter Gabriel.
- 1991 : Rush
- 1995 : Waiting to Exhale
- 1995 : Something to Talk About
- 1996 : The Preacher's Wife
- 1996 : Phénomène
- 1996 : Un beau jour
- 1996 : Los Angeles 2013 (Escape from L.A.)
- 1999 : Tarzan de Phil Collins et Mark Mancina
- 2003 : Frère des ours de Phil Collins et Mark Mancina
- 2006 : Dreamgirls
- 2007 : Hairspray

## Discographie

### Solo
- 2014 : Nathan East - Avec Stevie Wonder, Greg Phillinganes, Michael McDonald, Paulinho Da Costa, etc.
- 2015 : The New Cool
- 2017 : Reverence - Avec Philip Bailey, Phil Collins, Eric Clapton, Gerald Albright, Chick Corea, etc.
- 2017 : Bundle 2 CD - Compilation qui réunit ses 2 albums solos en 1 seul. Disponible par son site officiel.

#### DVD
- 2004 : The business of bass

### Bruce Cameron Jazz Ensemble
- 1979 : With All My Love - Joue sur Sunrise, With All My Love et Azul, a aussi écrit les 2 premières chansons.

#### Bobby Womack
- 1981 : The Poet
- 1985 : Someday We'll All Be Free

### Kenny Rogers
- 1981 : Share Your Love - Basse sur Through the Years
- 1981 : Christmas
- 1982 : Love Will Turn You Around - Basse sur A Love Song, Maybe You Should Know et I Want a Son
- 1983 : We've Got Tonight - Basse sur la chanson-titre et sur Love, Love, Love
- 1984 : What About Me?
- 1985 : The Heart of the Matter - Basse et chœurs sur I Can't Believe Your Eyes
- 1986 : They Don't Make Them Like They Used To - Basse sur If I Could Hold On to Love

### Robbie Buchanan, James Newton Howard, Lenny Castro, Nathan East, Michael Landau, Carlos Vega
- 1982 : The Sheffield Track Record

### Lionel Richie
- 1982 : Lionel Richie
- 1983 : Can't slow down - Aussi présent sur cet album entre autres musiciens, Peter Banks, ex-Yes, à la guitare solo sur Hello.
- 2009 : Just go - Basse sur Eternity.

### Peabo Bryson & Roberta Flack
- 1983 : Born to Love

### Generation Band
- 1983 : Soft Shoulder - Nathan sur 5 des 6 chansons de l'album.
- 1984 : Call Of The Wild - Nathan sur 2 chansons.
- 1986 : Smooth - Nathan sur tout l'album.

### Bob Welch
- 1983 : Eye Contact - Nathan basse sur tout l'album.

### Anita Baker
- 1983 : The Songstress - Nathan sur tout l'album.
- 1988 : Giving You The Best That I Got - Nathan basse sur 6 chansons.
- 1990 : Compositions - Nathan sur tout l'album.
- 2004 : My Everything - Nathan sur 9 des 10 chansons.
- 2005 : Christmas Fantasy - Nathan à la basse acoustique sur 2 chansons.

### Amy Holland
- 1983 : On your every word - Avec Michael McDonald, Jeff Porcaro, Steve Lukather, John McFee, Robben Ford, etc.

### Philip Bailey
- 1983 : Continuation - Avec George Duke Nathan joue de la basse sur 3 chansons en plus des arrangements rythmiques.
- 1984 : Chinese Wall - Avec Daryl Stuermer, Phil Collins, The Phenix Horns, etc. Nathan joue de la basse, des claviers et participe à la composition et l'écriture du succès Easy Lover.
- 1986 : Inside out - Avec Phil Collins, Darryl Jones, Nile Rodgers, Omar Hakim, Jeff Beck, George Duke, etc. Nathan joue sur deux chansons.

### Donna Summer
- 1983 : She works hard for the money
- 1984 : Cats Without Claws

### Joe Cocker
- 1984 : Civilized Man

### Barbra Streisand
- 1984 : Emotions

### Al Jarreau
- 1984 : High Crime - Nathan joue de la basse sur deux chansons, Imagination  et Love speaks louder than words et il a aussi participé à l'écriture de cette dernière chanson.
- 1985 : In London - En concert au Wembley Arena de Londres en Novembre 1984.

### Chaka Khan
- 1984 : I Feel For You - Nathan basse sur 2 chansons.

### Aretha Franklin
- 1985 : Who's Zoomin' Who? - Basse sur Sisters Are Doin' It for Themselves avec les Eurythmics.
- 2008 : This Christmas, Aretha - Basse sur 6 morceaux

### Michael McDonald
- 1985 : No Lookin' Back - Basse sur une chanson
- 1993 : Blink of an Eye - Basse sur une chanson
- 2003 : Motown - Basse sur tout l'album
- 2004 : Motown Two
- 2008 : Soul Speak - Basse sur tout l'album

### Whitney Houston
- 1985 : Whitney Houston
- 1987 : Whitney
- 1998 : My love is your love
- 2002 : Just Whitney

### Eric Clapton
- 1985 : Behind The Sun - Avec Phil Collins
- 1986 : August - Avec Phil Collins
- 1988 : Eric Clapton & His All Star Band : The Prince's Trust Rock Concert 1988 - Avec Peter Gabriel, Leonard Cohen, Phil Collins.
- 1988 : Homeboy – Original Score Performed by Eric Clapton - Avec Michael Kamen, Rod Argent, etc.
- 1989 : Journeyman - Avec Phil Collins, Jim Keltner, Robert Cray, George Harrison, etc.
- 1991 : 24 Nights - Avec Phil Collins, Buddy Guy, Michael Kamen, Greg Phillinganes, etc.
- 1992 : Music From The Motion Picture Soundtrack Rush
- 1992 : MTV Unplugged
- 1998 : Pilgrim
- 1999 : The Story Of Us (Music From The Motion Picture) - Nathan basse sur une chanson, Main Title/Get Lost.
- 2000 : Riding with the King - Avec B.B. King - Joue sur tout l'album.
- 2001 : Reptile
- 2002 : One More Car, One More Rider - Album live double. Avec Billy Preston, Andy Fairweather-Low, David Sancious, Steve Gadd
- 2004 : Me And Mr Johnson
- 2004 : Sessions For Robert J
- 2005 : Back Home
- 2006 : The Road To Escondido - Avec J. J. Cale - Album Double.
- 2006 : Live At Montreux - DVD enregistré en 1986, avec Greg Phillinganes aux claviers et Phil Collins à la batterie.
- 2014 : Eric Clapton & Friends – The Breeze (An Appreciation Of JJ Cale) - Avec Willie Nelson, Mark Knopfler, Tom Petty, etc.
- 2015 : Slowhand At 70: Live At The Royal Albert Hall - DVD Blu Ray Eagle Vision. Aussi disponible en vinyle 3 Disques.
- 2015 : Forever Man - Compilation Triple CD
- 2018 : Genious Amplified: Life In 12 Bars - Compilation Bande Sonore du film sur Eric Clapton.
- 2018 : Merry XMas - Avec Nathan East, Ringo Starr, etc.
- 2020 : Crossroads Guitar Festival 2019 - Nathan basse. avec le Eric Clapton Ensemble sur High Time We Went et Purple Rain
- 2021 : The Lady In The Balcony: Lockdown Sessions

### Diana Ross
- 1985 : Eaten Alive
- 1987 : Red Hot Rhythm & Blues

### David Benoit
- 1986 : This side up - Nathan joue de la basse sur 4 pièces.
- 1987 : Freedom at midnight - Quoiqu'il ne joue pas sur l'album, a écrit avec David Benoit la pièce Freedom At Midnight
- 1988 : Every Step Of The Way - Nathan joue sur 3 pièces et a participé à l'écriture de 2 d'entre elles.
- 1991 : Shadows - Nathan joue sur 2 pièces.
- 2006 : Full Circle
- 2010 : Earthglow - Ne joue pas sur cet album mais on retrouve une pièce écrite par David Benoit et Nathan East, Freedom at midnight, à laquelle vient se greffer la pièce classique (The Schroeder Variations) de Ludwig Van Beethoven.

### Earth, Wind & Fire
- 1987 : Touch the World

### Roger Hodgson
- 1987 : Hai Hai - Nathan basse sur London, Who's afraid, House on the corner et Puppet Dance.

### Michael Jackson
- 1987 : Bad - Nathan a joué sur la chanson I Just Can't Stop Loving You.
- 1995 : HIStory: Past, Present and Future, Book I

### Gregg Rolie
- 1987 : Gringo  - Joue sur One Of These Days et I Will Get To You, Carlos Santana et Neal Schon jouent aussi sur l'album.

### Gail Ann Dorsey
- 1988 : The Corporate World - Basse (1, 2, 5, 6, 9, 10), claviers (1, 7, 8, 10), production (1, 2, 5–11) - Avec Eric Clapton, Anne Dudley, Carol Kenyon, Katie Kissoon, Tessa Niles, Gavin Harrison, etc.

### Roberta Flack
- 1988 : Oasis - Basse sur 1 chanson

### Bee Gees
- 1989 : One - Basse sur tout l'album

### Peter Gabriel
- 1989 : Passion : The Last Temptation of Christ - Joue sur Zaar et It Is Accomplished.

### Phil Collins
- 1989 : ...But Seriously - Nathan à la basse sur 2 chansons, Hang In Long Enough et Something Happened On The Way To Heaven.
- 1996 : Dance Into The Light - Joue sur tout l'album.
- 1998 : ...Hits - Compilation - Nathan sur Easy Lover, Something Happened On The Way To Heaven et Dance Into The Light.
- 1999 : Tarzan An Original Walt Disney Records Soundtrack - L'album est paru dans cinq langues différentes Avec Mark Mancina.
- 2003 : Brother Bear (An Original Walt Disney Records Soundtrack) - Avec Mark Mancina.
- 2004 : The Platinum Collection - Coffret 3 CD Compilation.
- 2016 : The Singles - Coffret 3 CD Compilation.

### Peter Frampton
- 1989 : When All the Pieces Fit - Basse sur 3 chansons.

### Fourplay

#### Albums
- 1991 : Fourplay - Avec Philip Bailey, Patti Labelle, etc.
- 1992 : Fourplay Live The Authorized Bootleg - Avec El DeBarge au chant sur une chanson.
- 1993 : Between the Sheets - Avec Chaka Khan et Philip Bailey.
- 1995 : Elixir - Avec Phil Collins au chant sur Why Can't it Wait 'Til Morning?, Patti Austin et Peabo Bryson aux chœurs.
- 1997 : The Best of Fourplay
- 1998 : 4
- 1999 : Snowbound
- 2000 : Yes ! Please
- 2002 : Heartfelt
- 2004 : Journey
- 2006 : X - Avec Michael McDonald
- 2008 : Energy
- 2010 : Let's Touch The Sky - Avec Anita Baker
- 2012 : Esprit De Four
- 2015 : Silver

#### DVD
- 1994 : An Evening Of Fourplay Volume 1
- 2001 : An Evening Of Fourplay - Volumes I And II

### George Harrison and friends
- 1992 : George Harrison With Eric Clapton And Band – Live In Japan

### Ry Cooder
- 1992 : Les Pilleurs, musique du film homonyme de Walter Hill. Aussi présents sur la Bande Sonore, Jon Hassell, David Lindley, Van Dyke Parks, Jr. Brown, etc.

### Bryan Ferry
- 1993 : Taxi - Basse sur 9 des 10 chansons de l'album.
- 1994 : Mamouna

### Elton John
- 1993 : Duets - Nathan joue de la basse sur 2 chansons, Teardrops et The Power.

### Joe Satriani
- 1995 : Joe Satriani

### Laura Pausini
- 1998 : La Mia Riposta - Joue sur tout l'album. Phil Collins a écrit une chanson sur cet album.

### Marek Niedźwiecki
- 2000 : Smooth Jazz Cafe 2 - Joue sur 2 pièces.

### B.B. King
- 2000 : Riding with the King - Avec Eric Clapton - Joue sur tout l'album, avec Doyle Bramhall II,  Andy Fairweather Low, Steve Gadd, etc.
- 2003 : Reflections - Joue sur tout l'album, avec Doyle Bramhall II, Joe Sample, Abe Laboriel Jr., etc.
- 2008 : One Kind Favor - Joue sur tout l'album, avec Dr. John, Jim Keltner, etc.

### Daft Punk
- 2013 : Random Access Memories - Avec Omar Hakim, Nile Rodgers, etc.

### Idina Menzel
- 2014 : Holiday Wishes

### Toto
- 2014 : 35th Anniversary (Live In Poland) - Boîtier 2 CD
- 2014 : 35th Anniversary (Live In Poland) - DVD Eagle Vision
- 2014 : 35th Anniversary (Live In Poland) - 2 CD + DVD + Blu-Ray All Media, Deluxe Edition Limitée. Avec des morceaux bonus en Blu-Ray.

### Bob James & Nathan East
- 2015 : The New Cool - Avec le Nashville Recording Orchestra.

### Ringo Starr
- 2015 : Postcards from paradise - Nathan joue sur Not Looking Back, Touch and Go, Confirmation et Let Love Lead.
- 2017 : Give More Love - Nathan à la basse sur 5 chansons.
- 2019 : What's My Name - Nathan se partage la basse avec deux autres bassistes mais sans préciser sur quelles chansons.
- 2021 : Zoom In  - E.P. - Nathan à la basse sur Here's to the Nights et Waiting for the Tide to Turn.
- 2021 : Change the World - E.P. - Nathan à la basse acoustique sur (4).
- 2022 : EP3 - Nathan jour sur tout le disque.

### Babyface
- 2015 : Return Of The Tender Lover - Nathan à la basse sur Fight For Love

### Chuck Loeb
- 2016 : Unspoken - Nathan basse sur Unspoken.

### The PR Experience
- 2016 : #ThatsWhatsUp

### Will Downing
- 2016 : Black Pearls

### Gary Palmer
- 2016 : Waterfalls

### Alan Parsons
- 2019 : The Secret - Avec entre autres Steve Hackett, P.J. Olsson, etc.

## Tournées et concerts
Durant sa carrière, Nathan East a accompagné nombre de musiciens et chanteurs en tournée, en voici la liste.
- Cette section a été traduite de l'article anglophone Wikipedia sur Nathan East. 
- 1971 : Barry White
- 1971 : The Love Unlimited Orchestra
- 1979 : Patrice Rushen
- 1980 : Lee Ritenour
- 1981 : Hubert Laws
- 1982 : Joe Sample
- 1983 : Lionel Ritchie
- 1984 : Al Jarreau : Pour la tournée de l'album In London parut en 1985.
- 1985 : Kenny Loggins
- 1986 : Eric Clapton
- 1990 : Eric Clapton
- 1991 : Eric Clapton : Album 24 Nights.
- 1991 : Fourplay
- 1992 : Eric Clapton : Album Unplugged.
- 1992 : George Harrison & Eric Clapton au Japon : Album George Harrison With Eric Clapton And Band – Live In Japan.
- 1994 : Phil Collins pour la tournée Both Sides.
- 1997 : Phil Collins pour la tournée Dance Into the Light.
- 2000 : Babyface
- 2006 : Herbie Hancock
- 2010 - 2014 : Toto : Album 35th Anniversary (Live In Poland).
- 2014 : Daft Punk, Stevie Wonder, Nile Rodgers, Pharrell Williams : Dans le cadre des Grammy Awards.
- 2014 : Nathan a tourné sous son propre nom avec son groupe Nathan East Band.
- 2015 : Eric Clapton pour l'album Slowhand at 70 : Live at The Royal Albert Hall.
- 2016 : Phil Collins - 29 août pour le U.S, Open.